# Everhard van der Marck
Everhard van der Marck (Frans: E(v)rard de la Marck, Sedan, 31 mei 1472 – Luik, 16 februari 1538) was prins-bisschop van Luik van 1505 tot aan zijn dood. Daarbij was hij ook bisschop van Chartres van 1507 tot 1525, en aartsbisschop van Valencia van 1520 tot aan zijn dood.

## Familie
Hij was een zoon van Robrecht I van der Mark en van Johanna van Saulcy. Zijn familie was in een burgeroorlog verwikkeld met de Bourgondisch gezinde aanhangers van Lodewijk van Bourbon en Johan van Horne. Hasselt, dat de kant van Luik koos werd door Van der Marck ingenomen maar op 14 september 1482 door de Bourgondiërs heroverd.

## Prins-bisschop

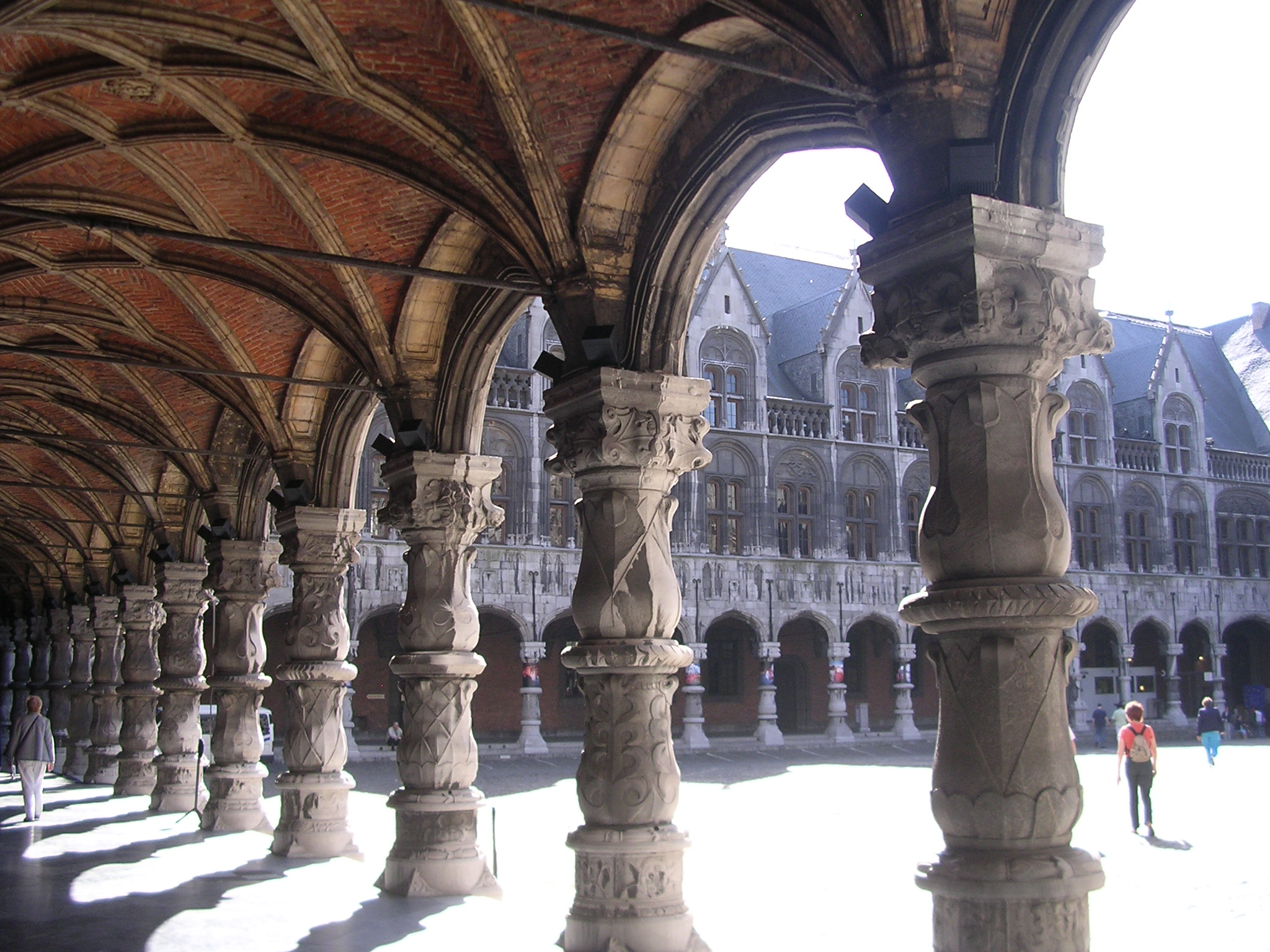
Cour d'Honneur van het Paleis van de Prins-bisschoppen uit de periode Van der Marck

De meest bepalende gebeurtenis in zijn kerkelijke carrière was zijn verkiezing tot prins-bisschop van Luik op 30 december 1505. Hij probeerde de strikte neutraliteitspolitiek van Luik zo veel mogelijk te handhaven door zijn behendige diplomatie en door het versterken van de vestinggordel rond de stad. Hoewel hij bevriend was met koning Lodewijk XII van Frankrijk bleef het prinsdom onder de eerste twaalf jaar van zijn bewind neutraal in het conflict tussen Frankrijk en de Bourgondische Nederlanden. Toen echter Everhards betrekkingen met de nieuwe Franse koning Frans I bekoelden, koos hij in 1518 onvoorwaardelijk de zijde van keizer Karel V en zijn landvoogdes Margaretha van Oostenrijk. De keizer had zijn titel trouwens gedeeltelijk te danken aan de diplomatieke vaardigheden van Everhard van der Marck, die er mee voor zorgde dat Karel keizer werd, en niet Frans I. Toen Van der Marck in 1521 van paus Leo X het kardinaalspurper kreeg, was dat mede op voorspraak van Karel V, die zijn medestander op die manier wilde belonen.
Everhard ging zo ver dat hij een einde maakte aan de neutraliteitspolitiek die het prinsbisdom al in 1492 had uitgeroepen en sloot een pact met Karel V. Onder druk van de Luikenaars moest zijn opvolger, Gerard van Groesbeek dit verbond opzeggen en de neutraliteit herstellen.
Onder zijn bewind kende het prinsbisdom zijn grootste bloeiperiode, met een groeiende welvaart en toenemende industrialisering. Hij bevorderde de ontwikkeling van handel en nijverheid (vooral de Luikse kolen-, ijzer- en wapenindustrie) en als humanist ook de kunsten en de wetenschappen. Hij correspondeerde met Erasmus en was voorstander van een hervorming in de Rooms-Katholieke Kerk. Zijn pogingen tot hervorming stuitten echter op verzet van de machtige kapittels die hun privileges verdedigden. Dit alles belette Everhard niet de opkomende Reformatie streng te beteugelen.
Ook onder zijn bestuur begon bouwmeester Arnold van Mulken in 1526 aan de bouw van het Paleis van de Prins-bisschoppen te Luik (dat nu dienstdoet als gerechtshof). In 1537 zond hij zijn hofschilder Lambert Lombard als lid van een missie onder de leiding van de Engelse kardinaal Reginald Pole naar Rome om er kunstwerken voor het prinsbisdom te verwerven.
Hij verfraaide ook het Prinsenhof in Kuringen waar hij regelmatig verbleef en had goede relaties met de abdij van Herkenrode waarvoor hij als mecenas optrad. Zijn wapenschild siert het poortgebouw van de abdij. De reeks schilderijen de deugdzame vrouwen van Lambert Lombard waarvoor de abdij de opdracht gaf, kwamen er ongetwijfeld op aanraden van prins-bisschop Van der Mark.

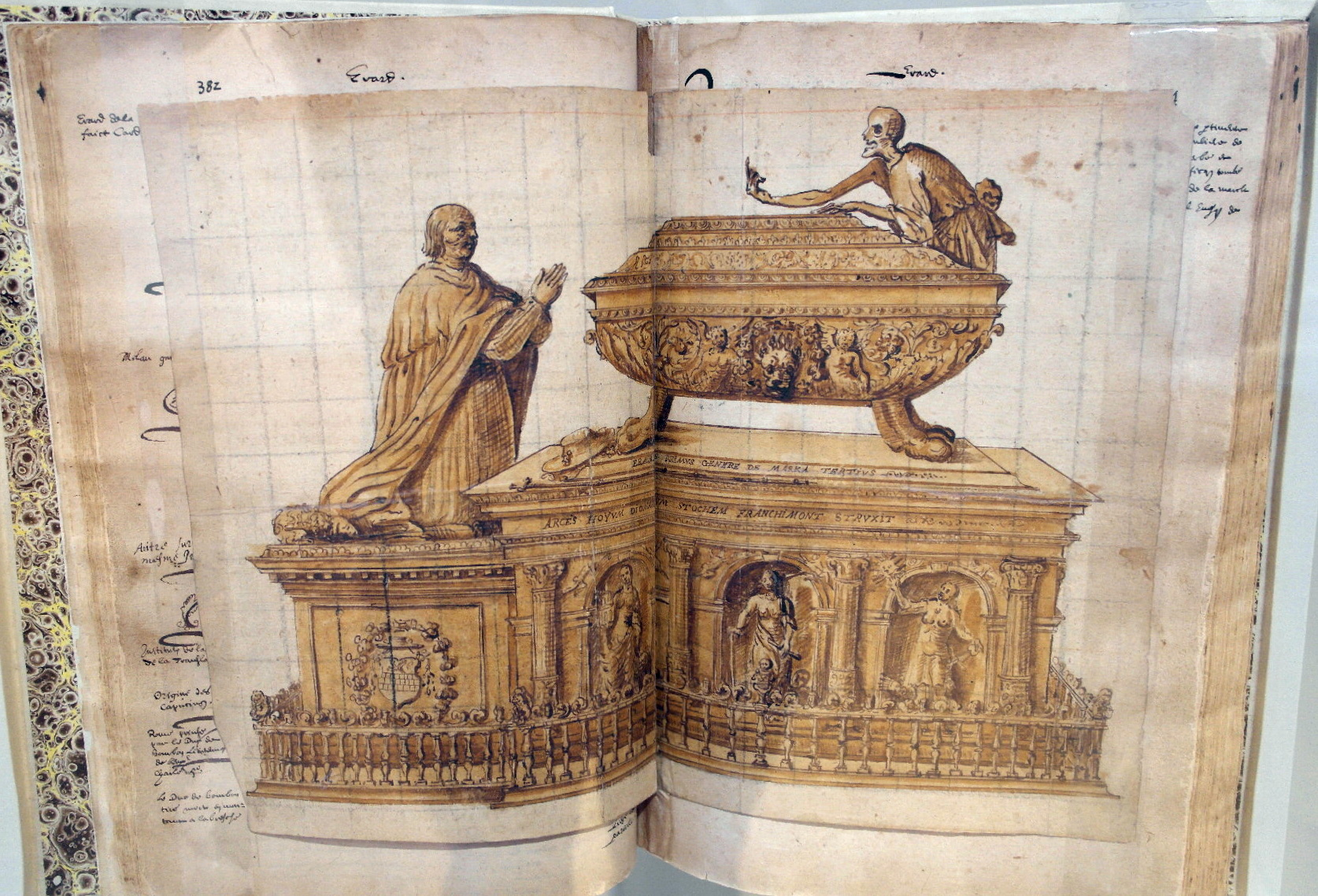
Afbeelding van het verdwenen grafmonument voor Everhard van der Marck in de afgebroken Sint-Lambertuskathedraal van Luik

- Biografisch Portaal: 82560642
- Digitale Bibliotheek voor de Nederlandse Letteren: marc059
- Gemeinsame Normdatei: 118839357
- International Standard Name Identifier: 0000 0001 2277 2587
- Library of Congress Control Number: no2012081417
- Nederlandse Thesaurus van Auteursnamen: 331390493
- RKD-Nederlands Instituut voor Kunstgeschiedenis: 464105
- Système universitaire de documentation: 153383437
- Union List of Artist Names: 500322073
- Virtual International Authority File: 20477461
- WorldCat: E39PBJmxYvhD93HVykMjjd8jYP